# Martin Svrček
Martin Svrček (Nesluša, 17 februari 2003) is een Slowaaks wielrenner. Anno 2023 rijdt hij voor Soudal-Quick Step.

## Carrière
Svrček won in 2019 het Slowaaks kampioenschap op de weg bij de nieuwelingen. Hij zette zijn goede resultaten voort in 2020, hij werd Slowaaks kampioen tijdrijden bij de junioren en werd derde in de wegwedstrijd. Op het Europees kampioenschap op de weg werd hij zeventiende. In 2021 brak hij door bij de junioren, hij werd Slowaaks kampioen op de weg en tijdrijden bij de junioren, won een etappe in de Medzinárodné dni cyklistiky Dubnica nad Váhom en zesde in Parijs-Roubaix (junioren). Op het Wereldkampioenschap behaalde hij een vierde plaats in de wegwedstrijd en zeventiende in het tijdrijden; op het Europees kampioenschap werd hij achtste in de wegwedstrijd en zestiende in het tijdrijden.
In 2022 kreeg hij de kans om vanaf juli deel uit te maken van Quick Step-Alpha Vinyl, voor de rest van 2022 reed hij voor Biesse-Carrera.

## Overwinningen
2019
 Slowaaks kampioen op de weg, nieuwelingen
2020
 Slowaaks kampioen tijdrijden, junioren
2021
 Slowaaks kampioen op de weg, junioren
 Slowaaks kampioen tijdrijden, junioren
3e etappe Medzinárodné dni cyklistiky Dubnica nad Váhom
2023
 Wereldkampioenschap op de weg, beloften

### Resultaten in voornaamste wedstrijden
|      | \| Jaar \| Milaan-San Remo \| Amstel Gold Race \| \| ---- \| --------------- \| ---------------- \| \| 2023 \| \| opgave \| \| 2024 \| \| \| \| 2025 \| opgave \| \| |                  |
| Jaar | Milaan-San Remo | Amstel Gold Race |
| 2023 | | opgave           |
| 2024 | |                  |
| 2025 | opgave |                  |

### Resultaten in kleinere rondes
| Jaar | Tour Down Under | Ronde van het Baskenland | Ronde van Polen | Ronde van Guangxi |
| ---- | --------------- | ------------------------ | --------------- | ----------------- |
| 2023 | opgave          | opgave                   |                 |                   |
| 2024 |                 |                          | 45e             | 23e               |

(*) tussen haakjes aantal individuele etappeoverwinningen

## Ploegen
- 2022 –  Biesse-Carrera (tot 30/6)
- 2022 –  Quick Step-Alpha Vinyl (vanaf 1/7)
- 2023 –  Soudal-Quick Step
- 2024 –  Soudal-Quick Step
- 2025 –  Soudal Quick-Step

Alaphilippe  · Asgreen · Bagioli · Ballerini · Cattaneo · Cavagna · Cavendish · Černý · Declercq · Devenyns · Evenepoel  · Honoré · Jakobsen  · Keisse · Knox · Lampaert · Masnada · Mørkøv · Schmid · Sénéchal · Serry · Steels · Steimle · Štybar · Svrček (vanaf 1/7) · Van Lerberghe · Van Tricht · Van Wilder · Vansevenant · Vernon · Vervaeke · Raccani (stagiair)
Alaphilippe · Asgreen · Bagioli · Ballerini · Cattaneo · Cavagna · Černý · Declercq · Devenyns · Evenepoel    · Hirt · Jakobsen  · Knox · Lampaert · Masnada · Merlier · Mørkøv · Pedersen · Schmid · Sénéchal · Serry · Steimle · Svrček · Van Lerberghe · Van Tricht · Van Wilder · Vansevenant · Vernon · Vervaeke
Alaphilippe · Asgreen · Bastiaens · Cattaneo · Černý · Evenepoel      · Gelders · Hirt · Huby · Knox · Lampaert · Lamperti · Landa · Lecerf · Magnier · Masnada · Merlier · Moscon · Pedersen · Reinderink · Serry · Svrček · Van Lerberghe · Van Wilder · Vangheluwe · Vansevenant · Vervaeke · Warlop